# БИЧ-8

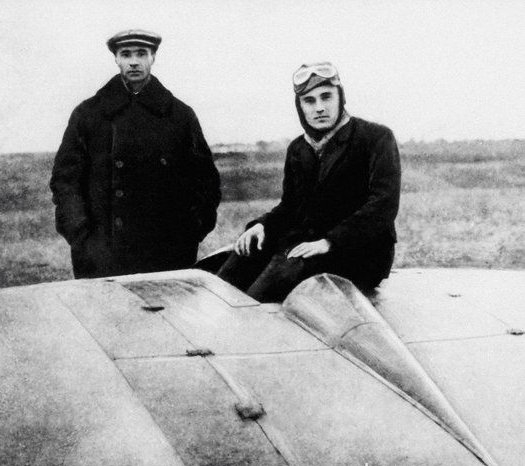
Сергей Королёв и Борис Черановский возле БИЧ-8

БИЧ-8 «Треугольник» — экспериментальный планёр конструкции Бориса Черановского, построенный в 1929 году.

## Испытания
Планёр имел простую конструкцию и малый вес. Он был изготовлен из дерева и обтянут полотном. Готовился к Всесоюзному планёрному слёту, но не попал на слёт и больше года пролежал в ненадлежащих условиях. Тем не менее, испытания прошли без каких-либо происшествий.
В их ходе выявилась излишне передняя центровка планёра, которая была скомпенсирована установкой небольшого груза в хвостовую часть. Испытания показали большую устойчивость, чуткость к действиям пилота и хорошую управляемость аппарата. Отмечались также теснота кабины пилота и малый запас хода органов управления.

## Характеристики
- Размах крыла, м — 10,8;
- Относительное удлинение — 2,2;
- Площадь крыла, м2 — 14,0;
- Масса, кг:
  - пустого — 60;
  - полётная — 130;
- Максимальное аэродинамическое качество — 18;
- Экипаж, человек — 1.